# Рид, Натина
Нати́на Тиавана Рид (англ. Natina Reed; 28 октября 1980, Нью-Йорк — 27 октября 2012, Атланта) — американская актриса, певица, автор песен и композитор.

## Биография
Натина Рид родилась 28 октября 1980 года в Нью-Йорке (США), в семье пастора.
Актёрская и музыкальная карьеры Натины длились начиная с 1999 года.
В 2001—2003 годах Натина состояла в фактическом браке с музыкантом Kurupt (род. 1972), от которого родила своего единственного ребёнка — сына Трена Брауна (род. 2002).
Погибла за два дня до своего 32-летия 26 октября 2012 года в дорожном происшествии. Была сбита машиной во время разговора по телефону, когда переходила улицу.